# 解剖学名词集
《解剖学名词集》（拉丁語：Nomina Anatomica，NA) 是 1998 年被《解剖學術語集》取代的人体解剖学术语国际标准，自1955年以来一直被使用过。到 19 世纪下半，对于人体每个部位使用过 5万个术语。但是每个国家每个解剖教室对相同的部位使用过不同的名称（异名）。而且对同一个拉丁语希腊语术语每个地区语言有过不同的翻译，对不同部位存在同一个名称（异物同名），有效的国际交流被阻碍。解剖学家之间存在分歧和混乱。为了解决这些问题建立了《解剖学名词集》。